# 王福康
王福康（1964年8月—），中华人民共和国外交官，曾任中华人民共和国驻马尔代夫共和国大使。